# جيسي فليمينغ
جيسي فلمنج (11 مارس 1998 في المملكة المتحدة - ) هي لاعبة كرة قدم كندية في مركز الوسط، شاركت في الألعاب الأولمبية الصيفية 2016. وشاركت مع منتخب كندا تحت 17 سنة للسيدات لكرة القدم ‏ ومنتخب كندا تحت 20 سنة للسيدات لكرة القدم ومنتخب كندا لكرة القدم للسيدات.

## وصلات خارجية
- جيسي فليمينغ على موقع الاتحاد الدولي (مؤرشف)  (الإنجليزية)
- جيسي فليمينغ على موقع الاتحاد الأوربي (الإنجليزية)
- جيسي فليمينغ على موقع قاعدة بيانات كرة القدم.إي يو (الإنجليزية)
- جيسي فليمينغ على موقع Soccerway.com (الإنجليزية)
- جيسي فليمينغ على موقع اللجنة الأولمبية الدولية (الإنجليزية)
- جيسي فليمينغ على موقع أوليمبيديا (الإنجليزية)
- جيسي فليمينغ على موقع اللجنة الأولمبية الكندية (الإنجليزية)